# نويباوفارتسويغ
 كانت سلسلة النماذج الأولية للدبابات الألمانية Neubaufahrzeug (الألمانية لـ "مركبة جديدة الصنع") هي المحاولة الأولى لإنشاء دبابة ثقيلة خدمت في الجيش الألماني فيرماخت بعد وصول أدولف هتلر إلى السلطة الذي ولد الرغبة في الحصول في أسرع وقت ممكن على دبابة ثقيلة مناسبة لسد احتياجات الجيش ولأغراض الدعاية. حصلت الدبابة على أبراج متعددة وكانت ثقيلة وبطييئة، لم تعتبر سلسلة الدبابات هذه ناجحة، مما أدى إلى إنتاج خمسة فقط منها. كانت تستخدم في المقام الأول لأغراض الدعاية، على الرغم من أن ثلاثة منها شاركوا في معركة النرويج في عام 1940.

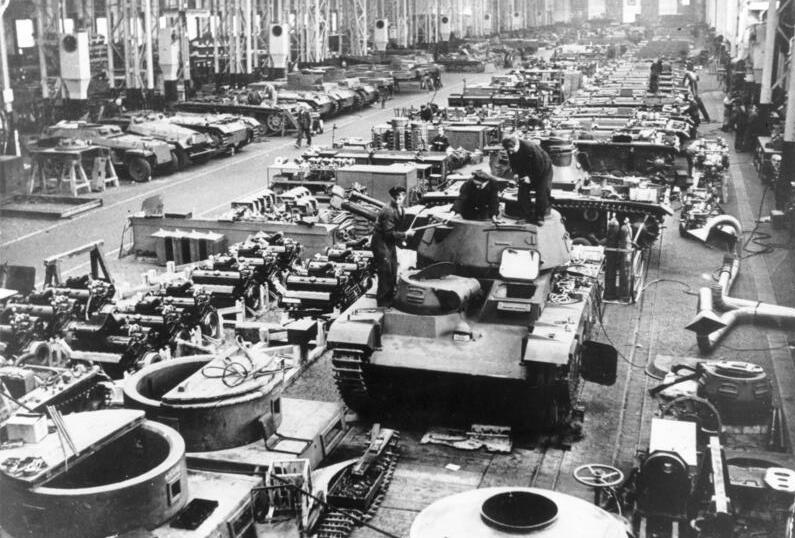
Neubaufahrzeug أثناء إصلاحها

خلال عشرينيات وثلاثينيات القرن العشرين، جرب عدد من البلدان دبابات كبيرة للغاية متعددة الأبراج. قام البريطانيون ببناء مثال واحد على نموذج Vickers A1E1 Independent في عام 1926. هذا ألهم السوفيت للعمل على دبابتهم تي-35، الذي بني بأعداد محدودة منذ عام 1933.

## روابط خارجية
- أتشتونج بانزر - نيوباوفهرزيوغ
- OnWar.com Neubaufahrzeug
- Neubaufahrzeug wwiivehicles.com